# Golkar

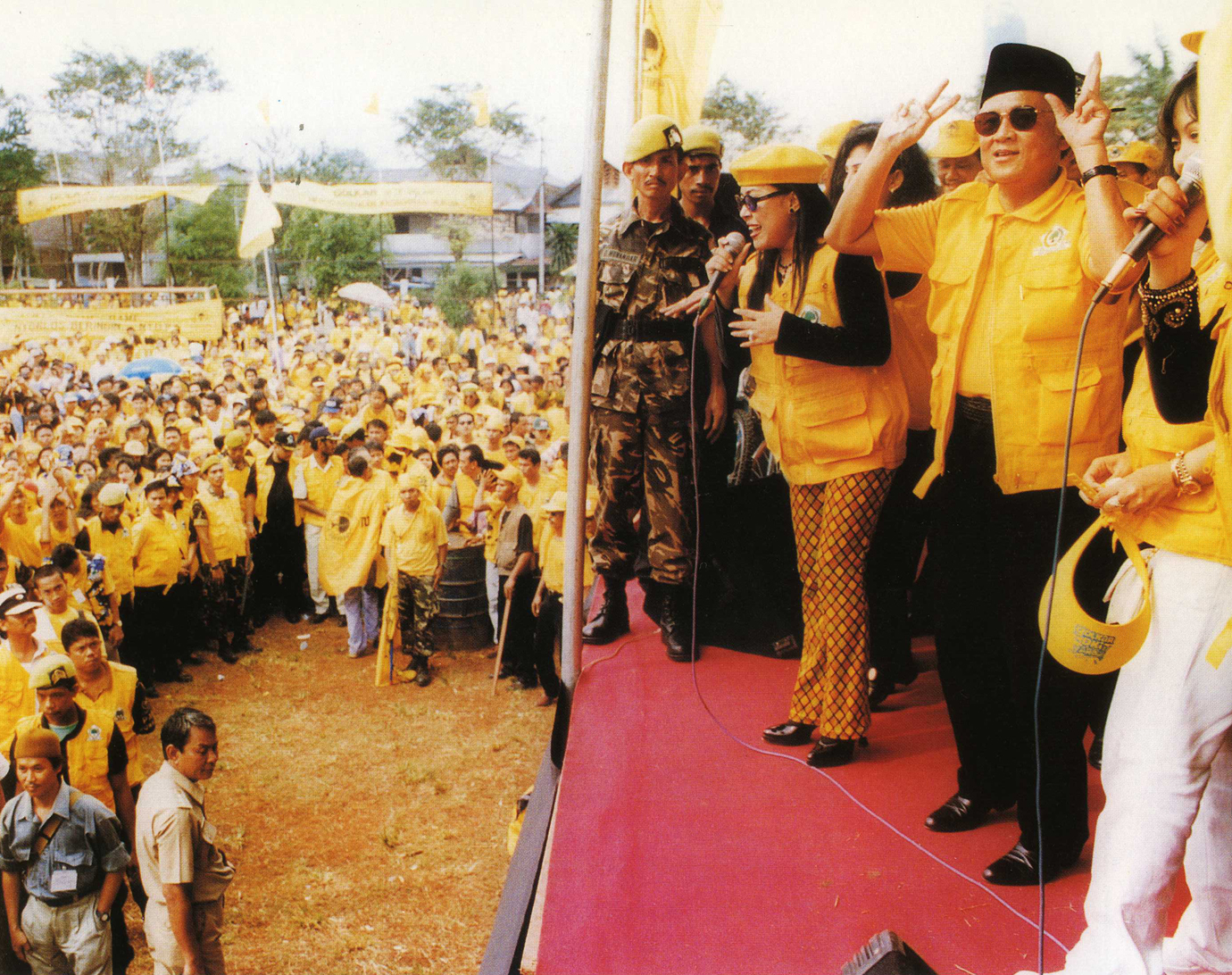
Bacharuddin Jusuf Habibie op campagne voor Golkar in 1997.

Golkar (volledig: Partai Golongan Karya, letterlijk "partij van functionele groepen") is een politieke partij in Indonesië. Golkar was de regerende politieke partij tijdens het regime van Soeharto (1966-1998).

## Historie
Golkar werd in 1964 opgericht onder de naam Sekber Golkar (Sekretariat Bersama Golongan Karya, gezamenlijk secretariaat van functionele groepen), als samenwerkingsverband van beroepsorganisaties, vakbonden, ondernemersorganisaties etc. Onder het bewind van president Soeharto werd Golkar vanaf 1968 omgevormd tot een regeringspartij, die door hoge militairen gedomineerd werd.
Na de val van Soeharto in 1998 werd Golkar een normale politieke partij met interne verkiezingen van voorzitter en kandidaten.
Het was sindsdien de regerende partij tijdens het presidentschap van Habibie (1998-1999) en het maakte deel uit van de regeringscoalitie tijdens het presidentschap van Susilo Bambang Yudhoyono (SBY) (2004-2009). Ook tijdens de tweede presidentstermijn van SBY in 2009 maakte Golkar, onder leiding van voorzitter Aburizal Bakrie, deel uit van de coalitie.
Golkar behoorde oorspronkelijk niet tot de coalitie van het eerste kabinet van president Joko Widodo (2014-2019), maar in 2015 stapte de partij over en kreeg het uiteindelijk meerdere ministersposten toegewezen. In het tweede kabinet van Joko Widodo (2019-2024) leverde Golkar vier ministers, waaronder Airlangga Hartarto en Luhut Binsar Panjaitan op coördinerende ministersposten.

## Verkiezingsresultaten
Tussen 1971 en 1997 wist Golkar bij elke verkiezing een zeer ruime meerderheid te behalen. In deze periode was Golkar de beweging van het Nieuwe Orde-regime van president Soeharto, en naast Golkar waren alleen de oppositiepartijen PPP en PDI toegestaan. Sinds 1997 is Golkar een 'gewone' partij en werd er geen absolute meerderheid meer behaald. Golkar behoort wel steeds tot de grootste partijen in het parlement.
| Jaar | Stemmen    | Percentage | Zetels    |
| ---- | ---------- | ---------- | --------- |
| 1971 | 34.348.673 | 62,80%     | 236 / 360 |
| 1977 | 39.750.096 | 62,11%     | 232 / 360 |
| 1982 | 48.334.724 | 64,34%     | 242 / 360 |
| 1987 | 62.783.680 | 73,11%     | 299 / 400 |
| 1992 | 66.599.331 | 68,10%     | 282 / 400 |
| 1997 | 84.187.907 | 74,51%     | 325 / 425 |
| 1999 | 23.741.749 | 22,46%     | 120 / 462 |
| 2004 | 24.480.757 | 21,58%     | 128 / 550 |
| 2009 | 15.037.757 | 14,45%     | 106 / 560 |
| 2014 | 18.432.312 | 14,75%     | 91 / 560  |
| 2019 | 17.229.789 | 12,31%     | 85 / 575  |
| 2024 | 23.208.654 | 15,29%     | 102 / 580 |